# Michael Ehrenberger
Michael Leopold Thomas Ehrenberger (* 21. Juli 1958 in Wien; † 1. Mai 2021) war ein österreichischer Allgemeinmediziner und Alternativmediziner. 

## Leben
Ehrenbergers Großvater war Hofrat Leopold Ehrenberger, einer der Begründer der österreichischen Sozialversicherungsanstalt der Bauern, sein Vater Leopold Ehrenberger war Syndikus des Gewerbes an der Bundeswirtschaftskammer. Ehrenberger war Vater von fünf Kindern.
Nach dem Studium der Medizin an der Universität Wien promovierte Ehrenberger 1983 zum Mediziner (Dr. med. univ.) und absolvierte von 1983 bis 1987 die Ausbildung zum praktischen Arzt, den erforderlichen Turnusdienst leistete er in den Krankenhäusern Krems und Lainz/Wien. Von 1987 bis 1992 war er im Krankenhaus Lainz/Wien am Institut für physikalische Medizin und als Spitalsarzt tätig.
Danach führte er als praktischer Arzt mit ganzheitlichem Denkansatz zwei Praxen in Perchtoldsdorf und Loipersdorf. Daneben war er als Sportarzt im Sportleistungszentrum Südstadt und als Seminarleiter für Heilfasten- und Bewegungsseminare tätig, die er gemeinsam mit Baldur Preiml (österreichischer Skispringer und Trainer) in der Therme Loipersdorf durchführte. Im Jahr 2004 trat er aus der österreichischen Ärztekammer aus.

## Schaffen
1993 gründete er die Firma Synthese GmbH Gesellschaft für holistische Medizin, die sich ganzheitlichen medizinischen Ansätzen und der Wasserforschung widmet. Von 1999 bis 2000 arbeitete er als Konsulent der Firma Ökopharm in der Forschungs- und Entwicklungsabteilung. Während dieser Tätigkeit führte ihn die Leitung eines Forschungsprojektes nach Nowosibirsk an die Russische Akademie der Wissenschaften. Im Rahmen seiner Forschungen arbeitete er mit verschiedenen Forschungsinstituten zusammen, darunter der Chemisch-Technischen Dmitri-Mendelejew-Universität von Russland, das Atominstitut an der TU Wien, das Johanneum Research Weiz und die Abteilung Pflanzenphysiologie der Universität Salzburg.
Während der Tätigkeit für Ökopharm war Ehrenberger im Jahr 2002 an einer Entwicklung eines Verfahrens zur Verringerung der Oberfläche von Siliciumdioxid beteiligt. Eine Kooperation mit Christiaan Barnard zur Entwicklung eines Herzschutzpräparates (TerraSyn Formula 50) sowie konzeptionelle Mitarbeit am Buch „50 Wege zu einem gesunden Herz“, von Christiaan Barnard, waren ebenfalls Bestandteil seiner Tätigkeit.
Im Jahr 2000 war Ehrenberger Gründungsmitglied und Vizepräsident der Österreichisch-Demokratischen Republik Kongo Gesellschaft, einer Arbeitsgemeinschaft, die die bilateralen Beziehungen zwischen der Republik Österreich und der Demokratischen Republik Kongo pflegen soll. Von 2000 bis 2003 war er Leiter des Europäischen Instituts für Umweltmedizin in St. Pölten.
2007 startete Ehrenberger einen eigenen Online-TV-Kanal, TV-Gesund, der die Themen Gesundheit und Naturheilkunde im Fokus hatte. Der Kanal TV-Gesund wurde bis 2014 betrieben.
Ab 2011 war er ärztlicher Leiter des Arbeitskreises Naturmedizin der Stegersbacher Akademie, eines regionalen Wissensforums. 
Im Herbst 2012 entstand bei Ehrenberger in Mogersdorf-Bergen unter der Anleitung von Peter Steffen (drei Jahre lang Wegbegleiter von Sepp Holzer) aus einer großen Wiese eine Permakultur-Schauanlage.
2016 gründete Ehrenberger den gemeinnützigen Verein „natur heilt“ mit Sitz in Mogersdorf, der sich Bewahrung und Verbreitung von Wissen über Naturmedizin zum Ziel setzt.
Ehrenbergers Unternehmen stellte als erste Firma in den Bezirken Güssing und Jennersdorf ein Mitglied des Vereins „Vamos – Verein zur Integration“ fest an.
2017 erhielt Ehrenberger wegen einer Äußerung auf seiner Internetseite zum Thema Wildyamswurzel  eine Strafverfügung, die im Internet zahlreiche Reaktionen hervorrief. Das Wort „therapeutisch“ im Zusammenhang mit der Erwähnung der Anwendung von Wildyams bei den Azteken sei aufgrund der EU-Verordnung Nr. 1924/2006 als gesundheitsbezogene Angabe nicht zulässig, erklärte die Agentur für Gesundheit und Ernährung (AGES). Die Bezirkshauptmannschaft Jennersdorf schickte daraufhin eine Rechnung über 70 Euro Verwaltungsstrafe und 165,90 Euro Analysekosten.
Ehrenberger war bei der österreichischen Nationalratswahl 2017 Kandidat der Liste Roland Düringer (GILT) mit Listenplatz 40 bzw. Listenplatz 1 der Landesliste Burgenland.

## Auszeichnungen
Die Firma Dr. Ehrenberger Synthese wurde im Jahr 2018 von der Wirtschaftskammer Österreich als familienfreundlicher Betrieb ausgezeichnet, sie ist außerdem Partner des Netzwerks „Unternehmen für Familien“. Als Folge der Preisverleihung besuchte Familienministerin Juliane Bogner-Strauß die Firma am 23. April 2018 an ihrem Firmensitz im burgenländischen Mogersdorf.
2016 wurde Ehrenbergers Unternehmen für den Österreichischen Staatspreis für Umwelt- und Energietechnologie DAPHNE nominiert und wurde als DAPHNE Excellent Projekt ausgezeichnet. Die Firma verwendet für die Verpackung der Produkte biobasierte Gebinde aus „Bio-Plastik“ anstelle erdölbasierter Kunststoffdosen.

## Fernsehsendung
Die Fernseh-Reality-Show „Vertrauensarzt Dr. med. Michael Ehrenberger“ wurde in den Jahren 2003 bis 2004 vom österreichischen Privatsender ATV+ fünfmal wöchentlich von Montag bis Freitag mit Ehrenberger in der Hauptrolle als Fernseharzt ausgestrahlt.

## Werke
- Natürlich entgiften mit Wasser und Vulkangestein, 2004, ISBN 978-3-901238-03-1
- Lebe! Lebendigkeit, Ernährung, Bewegung, Entspannung, orac, Kremayr & Scheriau, 2005, ISBN 978-3-7015-0475-6
- Der Mensch in den Wirkungsfeldern der Natur, Radiästhesie Mitteilungshefte 1994, Heft Nr. 68
- Die gesundheitliche Bedeutung von belebtem Wasser für lebende Systeme, Radiästhesie Mitteilungshefte 1994, Heft Nr. 69
- Lichtenergie-Therapie: Ein neuer Ansatz zur Holistischen Medizin,  raum & zeit Magazin Nr. 87, 1997
- Höre auf deine Gesundheit Teil: 1., Gesundes Herz und Kreislauf, 2 CD und Booklet, 2006, ISBN 978-3-901238-04-8
- Mythos Wasser (mit Marco Bischof), Tagungsband des 6. Symposiums der Paracelsus-Akademie Villach, 22.–24. Mai 2003. Verlag KI-Esoterik Geiger & Mirtitsch, Villach 2004.